# Afrosternophorus papuanus
Afrosternophorus papuanus är en spindeldjursart som först beskrevs av Beier 1975.  Afrosternophorus papuanus ingår i släktet Afrosternophorus och familjen Sternophoridae. Inga underarter finns listade i Catalogue of Life.